# Jos Hooiveld
Jos Hooiveld (pronuncia olandese [jɔs ˈhoːifɛlt]; Zeijen, 22 aprile 1983) è un ex calciatore olandese, di ruolo difensore.

## Carriera

### Club

#### Olanda: Heerenveen e Zwolle
Dopo aver passato le giovanili tra Achilles 1894, Emmen ed Heerenveen, nel 2001 entra nella prima squadra dell'Heerenveen. Nella stagione 2002-2003 è relegato in seconda squadra e giocherà un solo incontro in Eredivisie. Nella stagione 2003-04 colleziona 12 presenze. Nella stagione 2004-2005 passa in prestito per 18 mesi allo Zwolle: gioca 14 partita e segna due reti nella seconda parte della stagione 2004-05 e gioca sempre da titolare nella stagione seguente dove riesce a scendere in campo in 31 occasioni siglando un gol.

#### Kapfenberger e l'esperienza in Scandinavia
Nella stagione 2006-2007 si trasferisce al Kapfenberger, club austriaco: gioca 14 partite prima di passare ai finlandesi dell'Inter Turku nel 2007. Nella prima stagione gioca 26 partite realizzando una marcatura, mentre nella seconda gioca 26 partite di Veikkausliiga segnando 4 reti. In questa stagione l'Inter Turku vince il campionato e la Coppa di lega finlandese battendo il Turun 1-0. Nel 2009 passa all'AIK, squadra svedese. Esordisce il 5 aprile 2009 contro l'Halmastad, partita di campionato. Gioca 28 partite di Allsvenskan e realizza una sola rete in campionato. In questa stagione vince il campionato e la coppa nazionale. In coppa l'AIK sconfigge IFK Norrköping (2-0), Sirius (1-0), Mjällby (2-1) e Häcken raggiungendo la finale dove batte con un netto 3-0 l'IFK Göteborg. È la prima volta nella storia in cui l'AIK completa il double.

#### Celtic e i prestiti al København e al Southampton
L'11 gennaio 2010 firma un contratto di 3 anni e mezzo con gli scozzesi del Celtic, per circa 1.400.000 sterline.
Prende il numero 16 lasciato dalla partenza di Willo Flood al Middlesbrough. Hooiveld esordisce con il Celtic il 30 gennaio 2010 nella sfida contro l'Hamilton vinta 1-0.
L'esperienza al Celtic si rivela sfortunata: alla seconda giornata, nella partita contro il Kilmarnock esce per un infortunio alla coscia e non disputerà nessun'altra partita nella stagione 2009-2010, che per lui si conclude così.
Nella stagione seguente a Hooiveld viene affidata la casacca numero 6. Fa il suo esordio in Europa nella partita contro il Braga persa per 3-0. In campionato gioca il suo primo incontro nella sfida contro l'Aberdeen sostituendo Niall McGinn. Gioca 9 partite di SPL nella prima parte di stagione.
Il 18 gennaio 2011 passa ai danesi del Copenaghen fino alla fine delle stagione. Esordisce il 6 marzo 2011 in Midtjylland-Copenhagen 2-0, sostituendo Pierre Bengtsson nel finale. A fine stagione vince il campionato.
Il 5 settembre 2011 viene ceduto nuovamente in prestito, fino al gennaio 2012, al Southampton. I Saints lo cedono prima in prestito al Norwich e poi, dopo essere tornato alla base con 6 presenze, il 26 gennaio lo girano al Millwall.

#### Seconda parentesi all'AIK e ritorno in patria
Scaduto il contratto con il Southampton, nell'estate 2015 Hooiveld diventa free agent e torna in Svezia all'AIK, società dove già aveva conquistato lo scudetto nel 2009. L'allenatore Andreas Alm lo schiera titolare in pianta stabile, ma nel maggio 2016 lo stesso Alm viene esonerato. Hooiveld trova poco spazio sotto la guida del nuovo tecnico Rikard Norling, tanto da giocare solo 4 delle rimanenti 22 partite di campionato.
A causa del poco spazio a disposizione e dell'ampia concorrenza nel suo ruolo di difensore centrale, nel gennaio 2017 fa ritorno in Olanda per firmare un contratto di un anno e mezzo con il Twente.

#### Gli Stati Uniti e il ritiro
Al termine del contratto che lo legava al Twente, nel giugno 2018 vola in California per firmare con l'Orange County SC, squadra impegnata nell'USL Championship. Durante il successivo mese di dicembre, Hooiveld annuncia il ritiro dal calcio giocato.

## Palmarès

### Club
- Veikkausliiga: 1

Inter Turku: 2008
- Liigacup: 1

Inter Turku: 2008
- Allsvenskan: 1

AIK: 2009
- Svenska Cupen: 1

AIK: 2009
- Superligaen: 1

Copenaghen: 2010-11
- Coppa di Scozia: 1

Celtic: 2010-11